# Edmund (Wisconsin)
Edmund – jednostka osadnicza w Stanach Zjednoczonych, w stanie Wisconsin, w hrabstwie Iowa.